# پابلو سمپرون
 پابلو سمپرون (انگلیسی: Pablo Semprún؛ زاده ۵ اوت ۱۹۶۴) یک تنیس‌باز اهل اسپانیا است.